# 肉の唄
『肉の唄』（にくのうた）はコウノコウジによる日本の漫画作品。『週刊ヤングマガジン』（講談社）2009年第6・7合併号より連載。その後『別冊ヤングマガジン』、『月刊ヤングマガジン』と掲載誌を移す。2010年1月13日発売の『月刊ヤングマガジン』NO.2でストーリーの途中ながらも連載終了となった。話の続きは最終巻の3巻に描き下ろしで収められている。

## あらすじ
最強を自負する、元・総合格闘技の選手の一色亮太（いっしきりょうた）は、食うに困って「新世紀プロレス」に道場破りを仕掛ける。だがそこは西新宿の雑居ビルの屋上にある、屋根もないような貧乏団体。プロレスを八百長と認め、逆に「真剣勝負（シュート）なんてくだらない」と言い放つ団体社長・佐島は、やむをえず勝負を受けるが、対戦相手に指定したのは練習生の小坪。こうして100万円を賭けた「時間無制限一本勝負ヒンズースクワットデスマッチ」が始まった。

## 書誌情報
- コウノコウジ『肉の唄』 講談社〈ヤングマガジンKC〉 全3巻
  1. 2009年5月1日発売、ISBN 978-4-06-361784-9
  2. 2009年7月6日発売、ISBN 978-4-06-361808-2
  3. 2010年3月5日発売、ISBN 978-4-06-361874-7